# Mosquée de Kerman
La Mosquée de Kerman est une mosquée du vendredi de la dynastie des  Mozaffarides, située à Kerman en Iran. L’édifice fut complété en 1349.

## Voir également
- Liste de mosquées d'Iran

## Référence
- (en) D. Wilber, The Architecture of Islamic Iran- The Il khanid Period, Princeton University Press, 1955, p. 182-183.